# Имелин
Име́лин (пол. Imielin)  —  город  в Польше, входит в Силезское воеводство,  Беруньско-лендзинский повят.  Имеет статус городской гмины. Занимает площадь 28,04 км². Население — 7887 человек (на 2006 год).